# Vertretung des Landes Niedersachsen bei der Europäischen Union
Die Vertretung des Landes Niedersachsen bei der Europäischen Union ist die Landesvertretung Niedersachsens bei der Europäischen Union mit Sitz in Brüssel. Sie unterstützt die Niedersächsische Landesregierung in der Umsetzung der Niedersächsischen Europapolitik.

## Organisation
Es handelt sich um ein Referat der Staatskanzlei in der Europaabteilung. Jedes Ressort ist in Brüssel mit einem Referenten vertreten. Mit den allgemeinen Querschnittsdiensten kommt die Landesvertretung damit auf 23 Mitarbeiter.

## Aufgaben und Ziele
Die Dependance repräsentiert das Land und vertritt die Interessen von Niedersachsen bei der Europäischen Union und ihren Institutionen und beobachtet im Sinne eines Frühwarnsystems die Entwicklungen sämtlicher Politikbereiche auf europäischer Ebene. Dazu unterhält die Landesvertretung unter anderem intensive Arbeitsbeziehungen zur EU-Kommission, zum Europäischen Parlament, insbesondere den niedersächsischen Abgeordneten, zum Ausschuss der Regionen und zum EU-Ministerrat. Daneben bestehen enge Kontakte zu den übrigen deutschen Landesvertretungen, zur Ständigen Vertretung der Bundesrepublik Deutschland bei der Europäischen Union, zu anderen nationalen und regionalen Vertretungen sowie Verbänden und Nichtregierungsorganisationen.
Zu den Arbeitsschwerpunkten der Vertretung zählen insbesondere
- die Informationsbeschaffung und -aufarbeitung zu europäischer Gesetzgebung und Politik
- die Einbringung niedersächsischer Positionen in den Willensbildungsprozess der EU-Institutionen
- mit Veranstaltungen (z. B. Tagungen, Podiumsdiskussionen) von niedersächsischem Interesse präsentiert sie das Land als Wirtschaftsstandort sowie als Wissenschafts-, Kultur und Tourismusregion auf europäischer Bühne
- die Vermittlung von Ansprechpartnern und Kontakten aus den EU-Institutionen und die Erarbeitung von Gesprächsprogrammen für Repräsentanten aus der niedersächsischen Politik
- die Präsentation der kulturellen und wirtschaftlichen Vielfalt Niedersachsens in Brüssel
- die Organisation von Maßnahmen zur Europa-Qualifizierung der Landesverwaltung

## Das Niedersachsen-Haus
Niedersachsen ist bereits seit 1986 in Brüssel vertreten, zunächst noch in einem Gemeinschaftsbüro mit den Ländern Hamburg und Schleswig-Holstein, dem heutigen Hanse-Office. Seit 1991 ist die Landesvertretung als eigenständige Landesvertretung in Brüssel aktiv.
Die Landesvertretung hat ihren Sitz seit 2002 im so genannten Niedersachsen-Haus im Europaviertel von Brüssel, in der Nähe der Sitze der EU-Institutionen und zahlreicher anderer Landesvertretungen – in der Rue Montoyer – gefunden. Im Niedersachsen-Haus werden auch gemeinsame Veranstaltungen mit den norddeutschen Bundesländern oder anderen Kooperationspartnern durchgeführt.
Unter dem Dach des Niedersachsen-Hauses befinden sich auch Repräsentanzen der Unternehmerverbände Niedersachsen e.V., der Deutschen Messe AG und der Salzgitter AG.